# Дівчата з Челсі
Дівчата з Челсі (англ. The Chelsea Girls) - андеграундне кіно Енді Уорхола, 1966.
Для епізодів фільму знято безліч різних людей.
Сама картина знята не тільки в  готелі «Челсі», але і в квартирі «The Velvet Underground», а також у інших відвідувачів знаменитої «срібної фабрики». Зміст полягав у тому, що кожен з них міг би виявитися в готелі, популярному місці кінця 1960-х, в один час.
У фільмі брали участь: Марі Менкен, Мері Воронов, Герард Маланг, Сьюзен Боттомлі, Інгрід Суперстар, Анжеліна «Пеппер» Девіс, Ондайн (Боб Олів'є), Альбер Рене, Рікар, Ронна Пейдж, Ед Худ, Патрік Флемінг, Маріо Монтес, Ерік Емерсон, Арі Булонь, Брігід Берлін.
Картина протрималася в кінотеатрах до 1967, що послужило приводом для роздумів, що андеграундне кіно нарешті зайняло гідне місце в кінематографі того часу.